# John Farmer (Komponist, 1835)

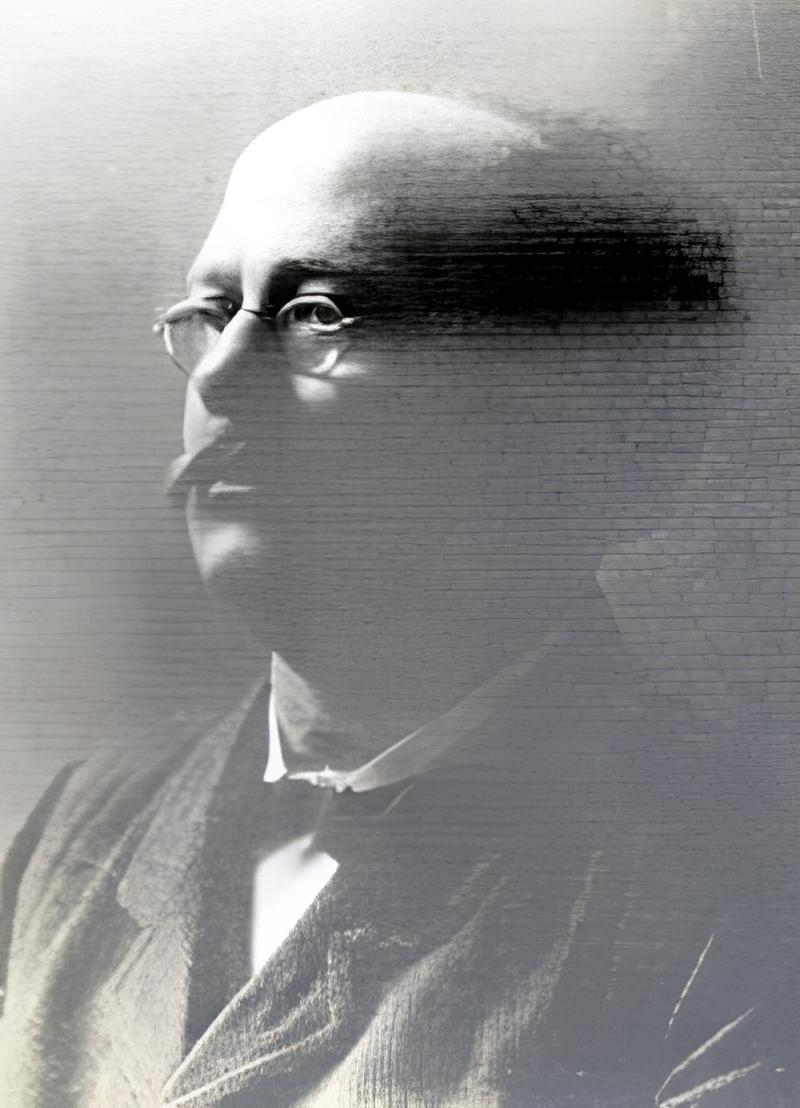

John Farmer (* 16. August 1835 in Nottingham; † 17. Juli 1901 in Oxford) war ein englischer Musiker, Komponist und Musiklehrer. Er studierte Musik in Leipzig und Coburg. 
John Farmer arbeitete von 1853 bis 1857 im väterlichen Geschäft, bevor er nach Zürich ging, um dort als Musiklehrer sein Auskommen zu suchen. Zurück in England gehörte er von 1864 bis 1885 zum Lehrkörper der renommierten Harrow School. Danach war er bis zu seinem Tode als Organist für das Balliol College in Oxford tätig. 
John Farmer tat sich in England als Verfechter der Musik von Bach und Brahms hervor. An eigenen Werken hinterließ er Oratorien und andere Kirchenmusik sowie das Märchenspiel (Oper) „Cinderella“; außerdem komponierte er zahlreiche school songs, darunter das berühmte Lied der Harrow School „Forty Years On“.